# Lars Vatten
Lars Johan Vatten, MD PhD MPH, né le 20 août 1952, est un épidémiologiste norvégien. Ses travaux de recherche portent sur l’épidémiologie des maladies cardiovasculaires, du cancer et sur l’épidémiologie périnatale.

## Biographie
Lars Vatten est né à Trondheim en Norvège. Il étudie la médecine à l’Université de Tromsø (MD en 1980) et obtient son Master de Santé Publique en 1988 de l’Université de Caroline du Nord. Il reçoit deux ans plus tard un PhD de l’Université norvégienne de sciences et de technologie à Trondheim.
Il effectue tout d’abord son internat de médecine au Molde County Hospital (1980-1981), puis à Sunndal (1981-1982). Après avoir servi dans la Marine royale norvégienne, il devient médecin généraliste à l’Université de Trondheim (1983-1986). Après un an de formation en médecine du travail, il rejoint la Norwegian Cancer Society en tant que chercheur de 1987 à 1990, puis il part travailler comme chercheur en épidémiologie au Norwegian Medical Research Council.
En 1996, il prend la présidence du Département d’Epidémiologie à l’Ecole de médecine de l'Université norvégienne de sciences et de technologie, fonction qu’il occupe encore aujourd’hui. De 1997 à 2002 il est Maître de conférence associé en épidémiologie du cancer à l’Harvard School of Public Health à Boston, USA. Il est également Professeur d’épidémiologie à l’Université de Bergen, Norvège de 2002 à 2003 puis Chercheur Senior au Centre International de Recherche sur le Cancer à Lyon de 2007 à 2008. Depuis 2008 Lars Vatten est Professeur honorifique à l’Université de Bristol et Chercheur détaché à l’Harvard School of Public Health depuis 2009. En 2010 Lars Vatten devient Chercheur Senior à l’International Prevention Research Institute, à Lyon en France.

## Contributions
Lars Vatten axe ses travaux de recherche sur l’épidémiologie des maladies cardiovasculaires, du cancer, et sur l’épidémiologie périnatale. 
Il est membre de la Norwegian Royal Academy of Sciences.
Lars Vatten a publié plus de 200 articles dans des revues scientifiques et a coécrit quelques livres.
En 2010, il reçoit le Prix King Olav V pour la Recherche sur le Cancer,.